# كبل عبور إيثرنت
سلك إثرنت كُروس أُفر هو كُروس أُفر (عبور) من خلال إيثرنت مختلفة في ترتيب الازواج داخل السلك و تُستخدم لربط أجهزة الكمبيوتر معاً. وغالبا ما يستخدم لربط جهازين من نفس النوع على سبيل الامثال: اثنين من أجهزة الكمبيوتر (عن طريق واجهة التحكم بالشبكات network interface controllers) أو اثنين من اجهزة التبديل Switchs معا. على النقيض من ذلك، اسلاك لتصحيح أو مباشرة straight through  تستخدم لتوصيل الأجهزة من أنواع مختلفة ، مثل جهاز كمبيوتر إلى شبكة التبديل Network switch أو إيثرنت المحورEthernet hub.
(Straight through تحمل نفس ترتيب الأزواج داخل السلك)
يقصد بالعبور: عبور البيانات من الطرف الأول من الشبكة إلى الطرف الأخر من خلال الموصل (السلك). وفي هذه الايام هناك العديد من الاجهزة تدعم امكانية Auto MDI-X ، وهي عبارة عن قابلية لإستخدام بدائل من سلاك العبور (الإيثرنت). ويتم إعادة تشكيل إشارات الاستقبال والإرسالها تلقائيا داخل الأجهزة لتحقيق  النتائج المرجوة.

## نظرة عامة

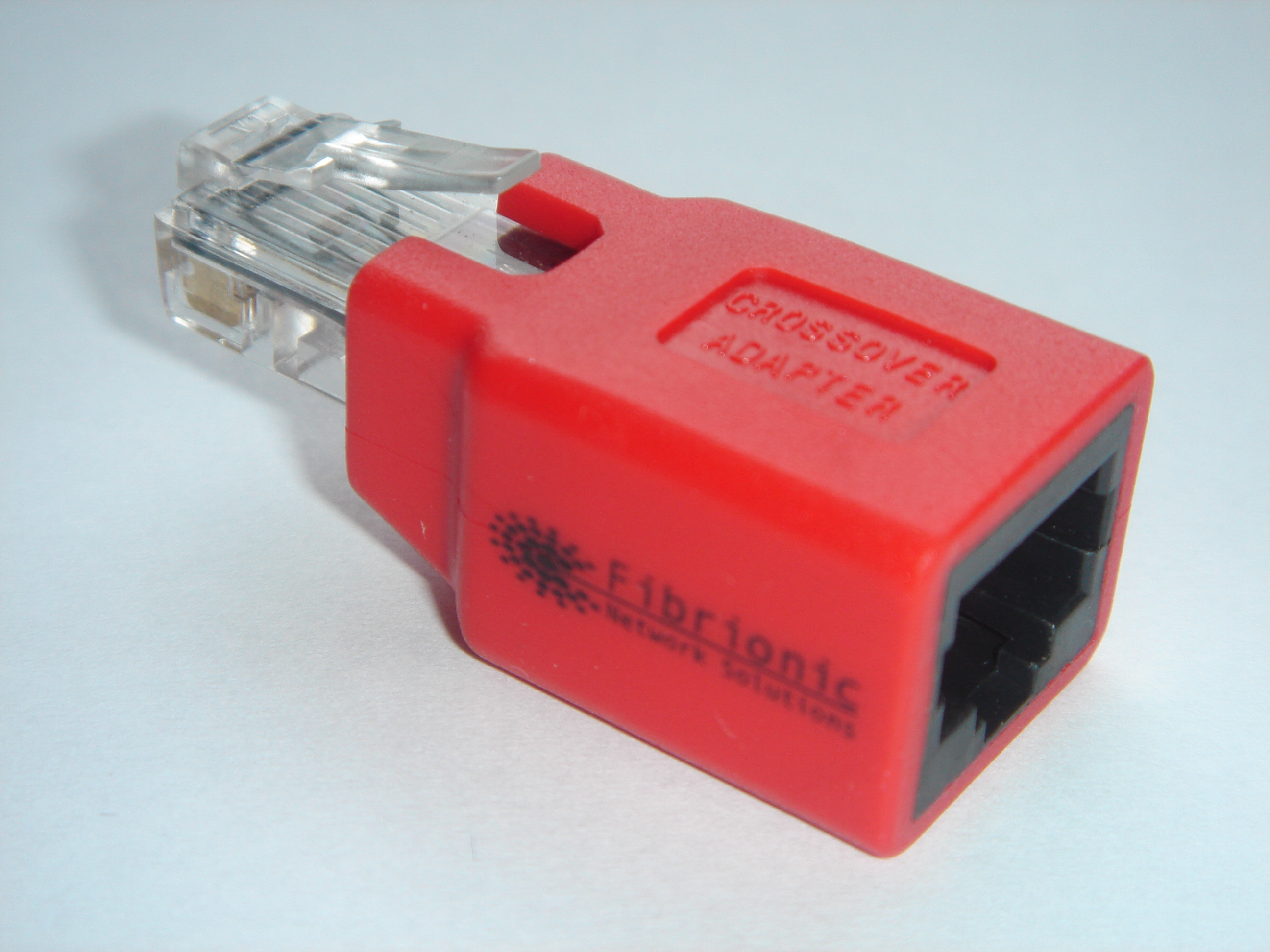
محول عبور لوحدات 8P8C

هناك أنواع مختلفة من أسلاك كُروس أُفر وتعتمد على عدد الموصلات في الموصل باختلاف أنواع الاتصال.قبل الخوض في أسماء سلك كُروس أُفر تستطيع معرفة  سرعة نقل البيانات من خلال الارقام التي تظهر في أول الاسم على سبيل المثال:10BASE-T سرعة النقل هي 10MBps عشرة ميجا بت في الثانية. (10GBASE-Tعشرة جيجا بت في الثانية) وهكذا... ولكن يجب ان يكون الجهاز المستخدم يدعم السرعة المطلوبة. حيث لا يمكن لجهاز العمل بسرعة 1Gbps حينما قد مصممَ للعمل بسرعة 100Mbps.

### 10BASE-T 100BASE-TX
10BASE-T و100BASE-TX إيثرنت تستخدام زوج واحد لنقل البيانات في كُل إتجاة (يقصد بالزوج هي الأسلاك الملونة داخل السلك، كل لون يعبر عن زوج فمثلاً {اللون الازرق} و {اللون الازرق مع الابيض} هما زوج، وفي كل سلك عبور Ethernet هناك اربع أزواج). وهذا يتطلب أن يكون الزوج الأول متصل بالجهاز الأول والزوج الآخر متصل إلى الجهاز الآخر. معيار 10BASE-T صُممت ليتم استخدامها مع القائمة الملتوية زوج (آلازواج الملتوية)المنشآت مباشرة من خلال اتصالات ولذلك مطلوب مخطط بسيط توصيل الأجهزة معا. 
عندما يكون هناك سلك عبور متصال بأحد الاجهزة مثل جهاز المبدل أو جهاز المحور (Switch or Hub) فإن تحول البيانات يتم دخل هذه الاجهزة ويشار إلى هذه الاجهزة على انها محطات اتصال ولا تقتصر المحطات على هذه الاجهزة فحسب، بل هناك أنواع أخرى من المحطات. تستخدم معاير أسلاك الإتصال المباشر  Straight through cable عند استخدام الموصل الأول في النهاية الأولى والنهاية الأخرى للسلك في الطرف الآخر.
محطة واحدة قد تكون مرتبطة بطريقة مباشرة مع محطة أُخرى دون استخدام switch أو hub ، ولكن في هذه الحالة استبدال البيانات يجب أن يتم في داخل الأسلاك.
منذ استخدام (10BASE-T 100BASE-TX)  الزوجان رقم 2  و 3  يجب ان يتم تبديلهم في دخل السلك (تغير ترتيب الازواج في داخل الموصل). سلك كُروس أُفر ويمكن أيضا أن تستخدم لربط اثنين محاور Hub أو اثنين من أجهزة التبديل Switchs على المنبع وهو المنفذ الذي يستخدم في تبادل البيانات من المستخدم إلى الخادم (Server) داخل الشبكة والعكس صحيح.
لأن الفرق الوحيد بين دبوس T568A و T568B (الدبوس هو النهاية التي تقطع في اخر الموصل باللون الذهبي) زوج المهام التي أزواجان 2 و 3 قد تم تبديل اماكنهم داخل سلك العبور ويمكن تصوره كابل مع وحدات موصل التالية T568A وغيرها T568B (انظر TIA/EIA-568 الأسلاك). هذا الكابل سوف تعمل 10BASE-T أو 100BASE-TX.
اقطاب كل من الازواج داخل السلك لم يتم تغير ترتيبها، ولكن زوج العبور هو عبارة عن مجموعة: اثنين من الأسلاك داخل كل زوج غير متقاطعة.

### 1000BASE-T وأسرع من هذه السرعة (هذا نوع من أنواع الاسلاك ذات السرعة المتوسطة نوعاً ما، ما تعادل 1Gbps)
في وقت مغادرت البيانات من خلال كل من 10BASE-T و 100BASE-TX, 1000BASE-T وأسرع تُستخدام كل الأربعة الأسلاك الزوجية على البث المُتزامن في كلا الاتجاهين من خلال استخدام هاتف هجين مثل إشارة التعامل. لهذا السبب لا يوجد قرار إرسال واستقبال أزواج، وبالتالي اسلاك العبور تبدأ بالمطالبة بالاتصلات التالية 1000BASE-T, 2.5 GBASE-T, 5GBASE-T, 10GBASE-T ، 40GBASE-T لتوفير وقت وإيصال البيانات بشكل اسرع. من 1000BASE-T وصاعدا المادية المتوسطة المرفقة للطبقة الفرعية (PMA) توفر تعريف لكل زوج وعادةً ما يستمر في العمل حتى على السلاك التي تحتوي على اسلاك متبادلة أو متقاطعة.
ومع ذلك، عند توصيل سلك  100BASE-TX أو 10BASE-T مع جهاز إلى منفذ أسرع قد لا تكون اسلالك الكُروس أُفرمطلوبة في  إلا في حالات نادرة جدا. لأن هناك استقبال وإرسال للبيانات في نفس الزمن وباستخدام نفس الازواج 1000BASE-T وأسرع منفذ على جميع أزواج على أي حال،  Auto MDI-X function  يتطلب قليلا من المنطق للغاية وعادة ما تكون موجودة.[بحاجة لمصدر]

## أطراف دبابيس المُوَصلة لأسلاك العبور

### الأزواج الملتوية

ربط أسلاك عبور من منافذ MDI

في الممارسة العملية، لا يهم إذا كان غير إيثرنت كُروس أُفر صنعت مثل T568A أو T568B طالما طرفي اتبع نفس ترتيب الأزواج. نموذجية المتاحة تجاريا «قبل السلكية» الكابلات يمكن متابعة أي شكل اعتمادا على الشركة المصنعة. ما يعنيه هذا هو أن الشركة المصنعة تصنع الكابلات السلكية بطريقة واحدة وأخرى بطريقة أخرى، ولكن كلاهما الصحيح وتعمل. في كلتا الحالتين، T568A أو T568B العادي (ليست كُروس أُفر) وأن الأسلاك سوف تكون كل من طرفيها سلكي مماثل ووفقا للتخطيط سواء في اتصال 1 عمود أو اتصال 2 عمود.
بعض المعدات أو المنشآت، بما في ذلك تلك التي في الهاتف و/أو قوة مختلطة مع البيانات في نفس الكابل، قد يتطلب أزوراج «غير البيانات»  1 و 4 (دبابيس 4 و 5 و 7 و 8) لا تزال ليست أسلاك كُروس أُفر.
| Pin | Connection 1: T568A | Connection 1: T568A | Connection 1: T568A | Connection 2: T568B | Connection 2: T568B | Connection 2: T568B | Pins on plug face |
| --- | ------------------- | ------------------- | ------------------- | ------------------- | ------------------- | ------------------- | ----------------- |
| Pin | signal              | pair                | color               | signal              | pair                | color               | Pins on plug face |
| 1   | BI_DA+              | 3                   | white/green stripe  | BI_DB+              | 2                   | white/orange stripe |                   |
| 2   | BI_DA-              | 3                   | green solid         | BI_DB-              | 2                   | orange solid        |                   |
| 3   | BI_DB+              | 2                   | white/orange stripe | BI_DA+              | 3                   | white/green stripe  |                   |
| 4   | 1                   | blue solid          | 1                   | blue solid          |                     |                     |                   |
| 5   | 1                   | white/blue stripe   | 1                   | white/blue stripe   |                     |                     |                   |
| 6   | BI_DB-              | 2                   | orange solid        | BI_DA-              | 3                   | green solid         |                   |
| 7   | 4                   | white/brown stripe  | 4                   | white/brown stripe  |                     |                     |                   |
| 8   | 4                   | brown solid         | 4                   | brown solid         |                     |                     |                   |

### الألياف
معظم الألياف البصرية المتغيرات إيثرنت، ألياف تستخدم في أزواج مع الألياف واحده لكل اتجاه. ومن الواضح أن جهاز إرسال واحد يحتاج أن تكون متصلا إلى المتلقي الآخر والعكس صحيح. لهذا، كابلات الألياف التصحيح مع دوبلكس الموصلات عادةً ما تكون مصممة كُروس أُفر وكذلك في أماكن الأسلاك. وهكذا، أقل إشارة من اثنين من الكابلات التصحيح في نهاية كل طرف من إصلاح الكابل في الوسط وقد تحصل على  ثلاث عمليات نقل للبيانات كمجموع كُلي، مما أدى إلى اتصال فعال. التصحيح كابل الكروس أوفر وعادة ما يمكن تشكيلها بطريقة سهلة جدا عن طريق مبادلة الموصلات مداخل القوس على الوجهين إذا لزم الأمر.

## الكروس التلقائي
بدأ في عام 1998، وهذا ما صَنَعَ الاختلاف بين منافذ الإرسال العادي (normal ports) و (uplink port) و (manual selector switches) في الإصدارات القديمة منSwitchs   أو Hubs . إذا كان أحد أو كلا الجهازين المتصلين لديه التلقائي ميزة تكوين MDI/MDI-X  ، فليس هناك حاجة إلى أسلاك كُروس أُفر.
على الرغم من أن  MDI-X التلقائي قد حدِدَ كميزة اختيارية في معاير  1000BASE-T, في الممارسة العملية قد نُفِذت (تكونة) على نطاق واسع في معظم الواجهات (منافذ التوصيل).
إلى جانب أخر إتفاق بخصوص تقنية MDI/MDI-X التلقائي, يشارة إليها أيضا من خلال شروط  مختلف الموردين على انها: تلقائية الإرسال والتجارة, كابل عالمي الاعتراف وتلقائي الاستشعار.